# شهربراز
پیرَگِ شَهْرْوَراز یا شَهرْبَراز (به پارسی میانه: 𐭧𐭱𐭨𐭥𐭥𐭥 ت.ت. 'شَهْرْوَراز') (درگذشته در ۹ ژوئن ۶۲۹) بیست و هفتمین پادشاه شاهنشاهی ساسانی از ۲۷ آوریل ۶۲۹ تا ۹ ژوئن ۶۲۹ بود. او اردشیر سوم را کشت و تخت پادشاهی را غصب کرد و خودش هم پس از چهل روز توسط اشراف‌زادگان ساسانی کشته شد. شهربراز پیش از غصب تخت پادشاهی، یکی از اسپهبدهای خسرو پرویز بود. نام شهربراز در واقع یک عنوان افتخاری به معنای «گراز شاهنشاهی» است که نشان از چیره‌دستی او در فرماندهی نظامی و همچنین شخصیت ستیزه‌جوی او دارد. در ایران باستان، گراز با ایزد وهرام در اساطیر زرتشتی هم‌پیوند بود و نماد پیروزی به‌شمار می‌رفت. سرعتی که شهربراز و بهمن، دو سردار خسرو پرویز، سوریه، فلسطین، آناتولی، مصر و حتی لیبی دوردست را تسخیر کردند، «حیرت‌انگیز» شمرده شده است.

## پیش‌زمینه و خانواده

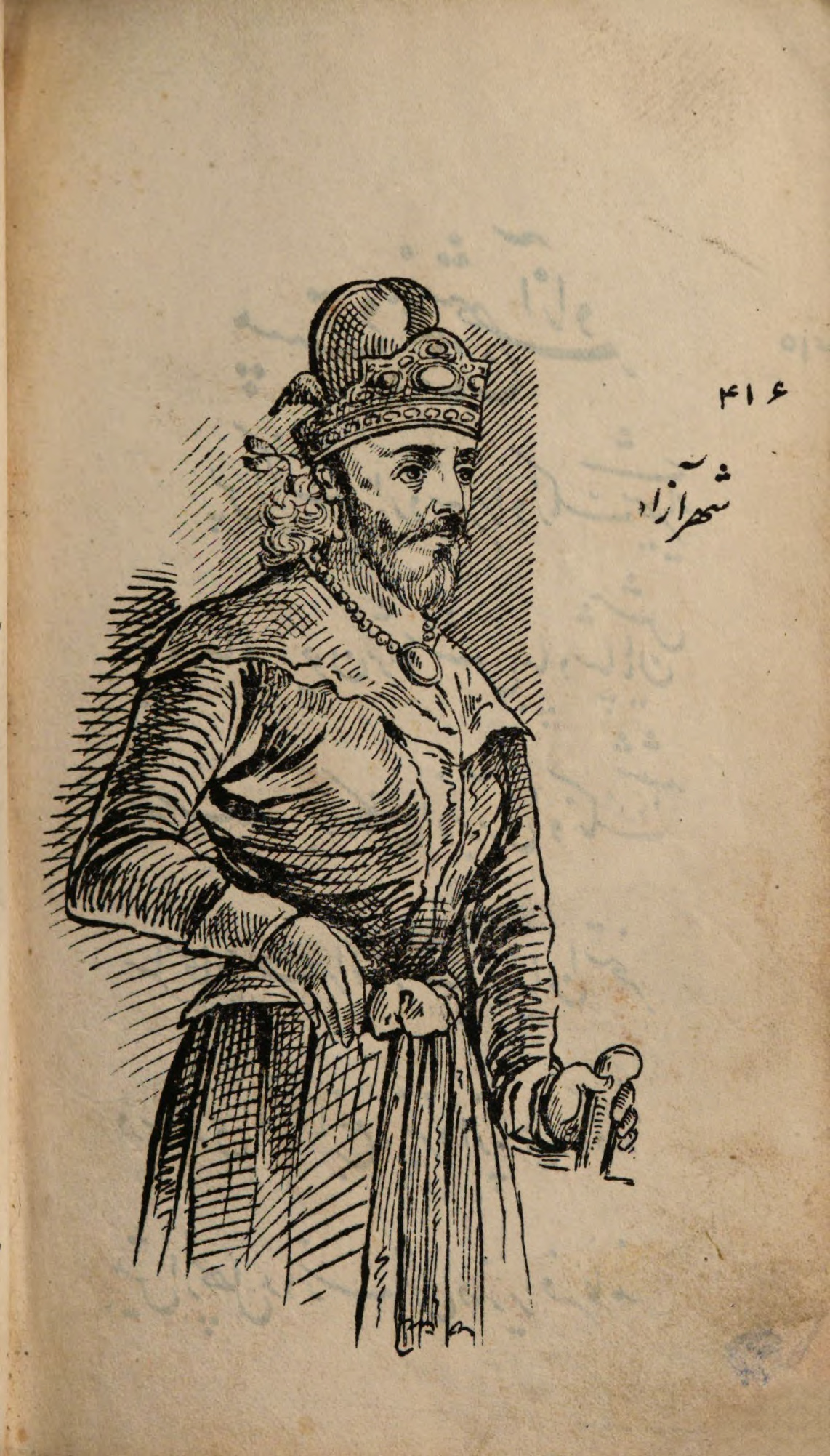
نگاره‌ای از شهربراز در نامهٔ خسروان

شهربراز از خاندان مهران بود که یکی از هفت خاندان پارتی به‌شمار می‌رفت. او فرزند شخصی به نام اردشیر بود. او بعدها به ارتش ساسانیان پیوست و در آنجا به مناصب و مقام‌های بالایی دست یافت و به عنوان سپهبد نیمروز گماشته شد. او با میرهران خواهر خسرو پرویز، پادشاه ساسانی پیوند زناشویی بست که از او یک پسر به نام شاپور شهروراز داشت. همچنین شهربراز پسر دیگری به نام نیکتاس ایرانی داشت که ممکن است از همان زن یا از یک زن دیگرش باشد.

## جنگ علیه امپراتوری بیزانس
نخستین باری که از شهربراز نام برده شده هنگامی بود که خسرو پرویز آخرین و فاجعه‌بارترین جنگ خود از سری جنگ‌های ساسانی-بیزانسی را آغاز کرد که این جنگ تا ۲۶ سال به درازا کشید. خسرو پرویز به همراه شهربراز و دیگر سپهبدهای بزرگش، قلعه دارا و ادسا را در سال ۶۰۴ تسخیر کردند و در شمال، بیزانسی‌ها تا مرزهای کهن خود که مربوط به پیش از جنگ سال ۵۹۱ می‌شد، رانده شدند. در نبردهای سال ۵۹۱، خسرو پرویز بیشتر ارمنستان ایران، بخش‌هایی از میان‌رودان و نیمهٔ غربی پادشاهی ایبری را به بیزانسی‌ها داده بود. خسرو پرویز پس از بازپس‌گیری این سرزمین‌ها، از میدان نبرد دست کشید و میدان نبرد را به بهترین سپهبدهایش سپرد. شهربراز یکی از آنان بود. در سال ۶۱۰، هراکلیوس، یک ارمنی که احتمالاً از نژاد اشکانیان بود، بر ضد فوکاس، پادشاه بیزانسی شورش کرد و او را کشت و خود را پادشاه امپراتوری بیزانس خواند. در ۶۱۳، پس از اینکه شاه بیزانس شد، ضدحملهٔ بزرگی را علیه ساسانیان در بیرون از انطاکیه به راه انداخت، اما شهربراز قاطعانه او را شکست داد. نبرد انطاکیه آسیب سنگینی بر ارتش بیزانس وارد کرد و شهربراز انطاکیه را گشود تا ساسانیان دسترسی کشتی‌رانی به دریای مدیترانه داشته باشند.
هراکلیوس و برادرش تئودور و همچنین ژنرال نیکتاس، پس از شکست بیزانس در بیرون از انطاکیه، ارتش‌های خود را در سوریه با هم آمیختند، اما باز شهربراز آن‌ها را شکست داد. نیروهای شهربراز شهر دمشق را محاصره و تسخیر کردند و شمار زیادی از سپاهیان بیزانسی را به بند کشیدند. افزون بر آن، شهربراز همچنین لشکری از روم را در درعا شکست داد که این شکست، از دید اعراب تا آن اندازه مهم آمده بود که آن را در قرآن ذکر کرده‌اند.

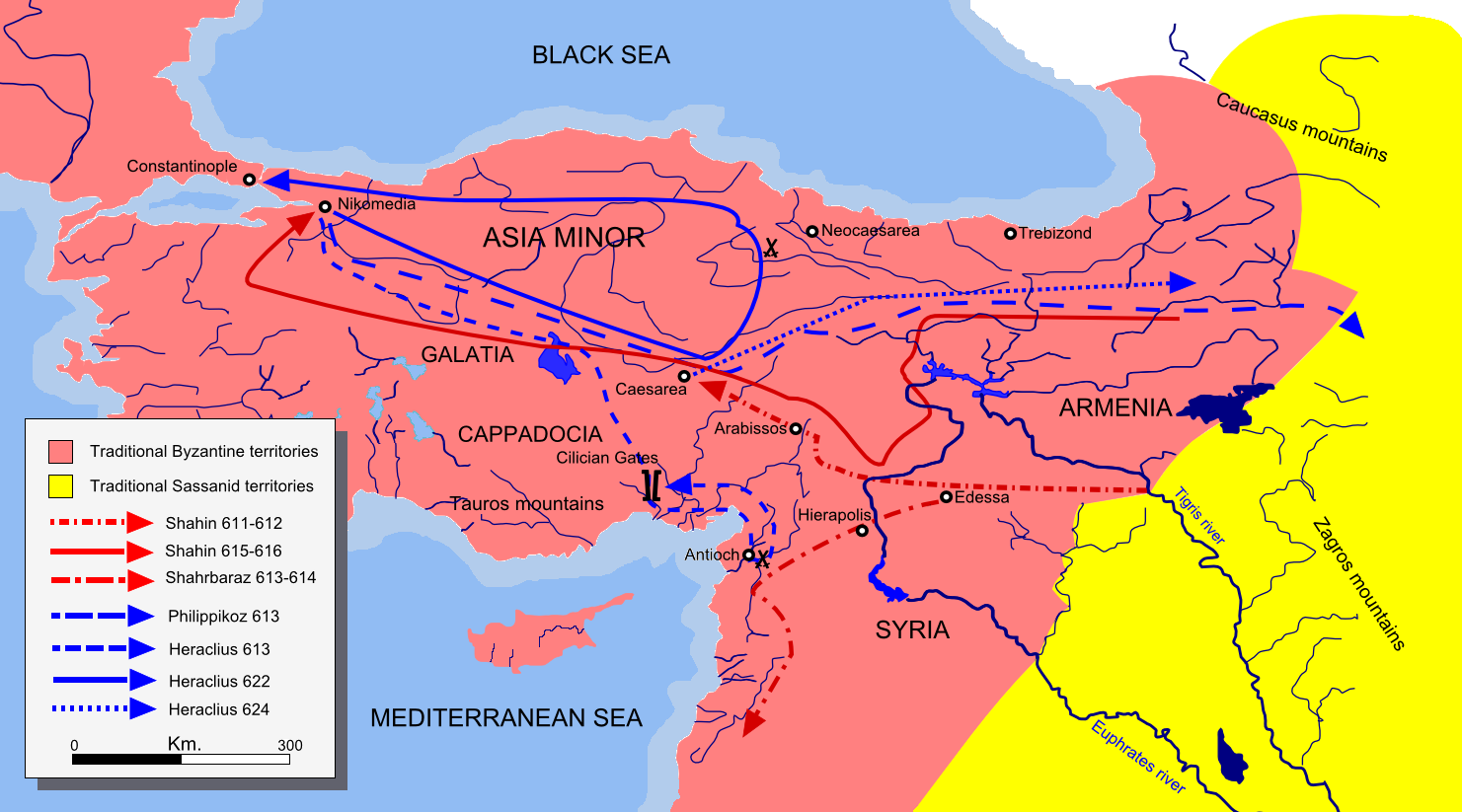
نقشهٔ لشکرکشی‌ها از سال ۶۱۱ تا ۶۲۴ در سوریه، آناتولی، ارمنستان و میان‌رودان

از برجسته‌ترین رویدادها در دوران شهربراز هنگامی بود که او ارتش ساسانیان را به فلسطین برد و پس از یک محاصره خونین، اورشلیم را گشود؛ شهری که برای مسیحیان مقدس به‌شمار می‌رفت. پس از تسخیر اورشلیم، صلیب راستین پیروزمندانه به‌دست ایرانیان افتاد. در ۶۱۸، شهربراز به دستور خسرو پرویز برگزیده شد تا به مصر بتازد و در ۶۱۹، اسکندریه، پایتخت مصر بیزانس، به دست ساسانیان افتاد. در زمان حمله به مصر، نیکتاس، پسرعموی هراکلیوس، فرماندار محلی مصر بود.
پس از سقوط اسکندریه، شهربراز و نیروهایش گستره فرمانروایی ساسانی از جنوب را تا رود نیل گسترش دادند. در ۶۲۱، همه این استان در دست ساسانیان بود. در ۶۲۲، هراکلیوس ضدحمله‌ای در برابر ساسانیان در آناتولی انجام داد. شهربراز به آنجا فرستاده شد تا با او بجنگد، اما در نهایت از او شکست خورد.
پس از این پیروزی، هراکلیوس لشکر به آلبانیای قفقاز برد و زمستان را در آنجا گذراند. خسرو پرویز به شهربراز، شاهین و شهراپلاکان دستور داد نیروهای هراکلیوس را به دام اندازند. شاهین توانست لشکر بیزانسی را نابود کند. به خاطر حسادت بین فرماندهان ساسانی، شهربراز و لشکرش شتابزده کوشش کردند با پیروزی در جنگ افتخارآفرینی کنند. هراکلیوس با آن‌ها در تیگراناکرت دیدار کرد و لشکرهای شهراپلاکان و شاهین را یکی پس از دیگری منهدم نمود. پس از این پیروزی، هراکلیوس از ارس بگذشت و در دشت‌های آنسوی رود اردو زد. شاهین به همراه باقی‌مانده لشکرش و سپاهیان شهراپلاکان به شهربراز پیوست تا هراکلیوس را دنبال کند، اما باتلاق شتاب آنان را کند کرد. در الیوویت، شهربراز لشکرش را بخش نمود و ۶٬۰۰۰ جنگجو را برای غافلگیر کردن هراکلیوس فرستاد و بقیه نیروهایش در الیوویت ماندند. هراکلیوس در فوریه ۶۲۵ دست به شبیخون در اردوی اصلی ارتش ایران زد و آن را نابود کرد. شهربراز به سختی، بی‌دفاع و به‌تنهایی، توانست بگریزد، او حرم‌سرای خود، باروبنه و نیروهای خود را از دست داد.
هراکلیوس مانده زمستان را در شمال دریاچه وان سپری کرد. در ۶۲۵، نیروهایش کوشش کردند تا به سمت فرات برگردند. در تنها هفت روز، او کوه آرارات و ۲۰۰ مایل از رودخانه مورات را میانبر زد تا دیاربکر و سیلوان را تسخیر کند که دژهای محکمی در بخش بالایی رود دجله بودند. هراکلیوس که توسط شهربراز دنبال می‌شد، سپس به سوی فرات پیشروی کرد. بر پایه منابع عربی، او در ساتیدما (باتمان چای امروزین) توقف کرد و شکست خورد؛ اما منابع بیزانسی، از این رخداد چیزی نگفته‌اند. یک زدوخورد کوچک دیگر بین هراکلیوس و شهربراز در رود سیهون در نزدیکی آدانا روی داد. شهربراز نیروهای خود را در کنار رودخانه، آن سوی بیزانسی‌ها مستقر کرد. پلی بر روی رودخانه پهن شد و بیزانسی‌ها با شتاب به آن‌سو تاختند. شهربراز به صورت نمایشی عقب‌نشینی کرد تا بیزانسی‌ها را غافلگیر کند، پیشقراولان ارتش هراکلیوس در عرض چند دقیقه نابود گشت. با وجود این، ایرانیان، از پوشش دادن پل کوتاهی کردند و هراکلیوس به همراه پس‌قراول، بی‌باک از تیرهایی که ایرانی‌ها با کمان شلیک می‌کردند، به آنسوی پل تاخت و جریان جنگ را بر ضد ایرانی‌ها دگرگون کرد. شهربراز به یک یونانی مرتد، تحسین خود از هراکلیوس را چنین ابراز داشت: «پادشاهتان را ببینید! او مثل یک سندان از این تیرها و نیزه‌ها نمی‌ترسد!». این جنگ برای بیزانسی‌ها یک عقب‌نشینی موفقیت‌آمیز به‌شمار می‌رفت که مدیحه‌سرایان به بزرگنمایی آن پرداخته‌اند. پس از جنگ، ارتش بیزانسی زمستان را در ترابزون گذراند.

### محاصره قسطنطنیه

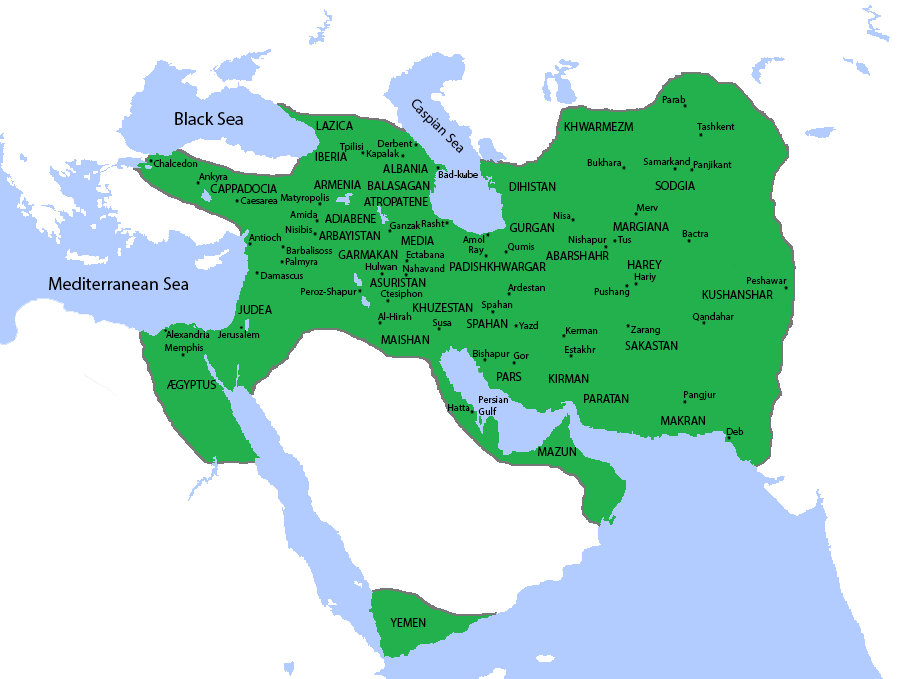
گستره قلمرو شاهنشاهی ساسانی، در بالاترین حد خود

شهربراز همراه یک ارتش کوچکتر، توانست از محاصره هراکلیوس بگریزد و یکراست به سمت خالکیدون رفت، جایی که نیرویی ساسانی در تنگه بسفر در آنسوی قسطنطنیه قرار داشت. خسرو پرویز با خاقان آوارهای اوراسیایی هماهنگ کرده بود تا یک حملهٔ هماهنگ‌شده بر قسطنطنیه را از سوی اروپا و آسیا آغاز کنند. ارتش شهربراز در خالکیدون جای گرفت، درحالی‌که آوارها را در سوی اروپایی قسطنطنیه مستقر شدند و آب‌گذر والنز را نابود کردند. با اینکه نیروی دریایی بیزانس در تنگنا مانده بود، ساسانیان نمی‌توانستند نیرو به سوی اروپایی قسطنطنیه بفرستند تا به هم‌پیمانان خود یاری رسانند. این به کاهش اثر محاصره انجامید، چرا که ساسانیان در جنگ‌های محاصره‌ای استاد بودند. افزون بر آن، ساسانیان و آوارها در برقراری ارتباط با یکدیگر از این سو به آن سوی تنگه بسفر که از آن حفاظت می‌شد، مشکل داشتند. هرچند که بی‌شک، ارتباط‌هایی بین این دو وجود داشته است.
در ۷ اوت ۶۲۶ میلادی، ناوگانی از کلک‌های ساسانی که سپاهیان را از این سو به آن سوی تنگه بسفر می‌برد، توسط کشتی‌های بیزانسی محاصره و نابود شد. اسلاوهایی که در بین آوارها بودند سعی کردند از آن سوی شاخ طلایی به باروهای دریایی حمله کنند، در حالی که قشون اصلی آوارها به باروهای زمینی حمله کردند. قایق‌های اسلاوی به کشتیهای بونوس پاتریسیانی تاختند و آن را نابود کردند. حمله زمینی آوارها از ۶ تا ۷ اوت شکست خورد. با رسیدن آوازه اینکه تئودور با قاطعیت شاهین را شکست داده (ظاهراً شاهین بر اثر اندوه زیاد مرده بود)، آوارها در عرض دو روز به سرزمین پشت ساحل بالکان عقب‌نشینی کرده و دیگر هرگز به‌طور جدی به قسطنطنیه حمله نکردند. با اینکه ارتش شهربراز هنوز در کلسدان اردو زده بود، خطر از سر قسطنطنیه گذشته بود.
خسرو پرویز، دلسرد از شکست شهربراز، پیکی با نامه به کاردارگان فرستاد که جانشین شهربراز در ارتش غربی بود. خسرو در نامه گفت که کاردارگان باید شهربراز را بکشد و ارتش را به تیسفون بازگرداند، اما سربازان بیزانسی جلوی آورندگان نامه را در گالاتیا گرفتند و نامه را به کنستانتین سوم (فرزند هراکلیوس) دادند که او نامه را به پدرش داد. هراکلیوس پس از خواندن نامه، پیشنهاد کرد که نامه را در دیداری در قسطنطنیه به شهربراز رد کنند. شهربراز درخواست را پذیرفت و با هراکلیوس در قسطنطنیه دیدار نمود و پس از خواندن نامه به نیروهای هراکلیوس پیوست. سپس شهربراز محتوای نامه را برگرداند، به گونه‌ای که خسرو گفته که ۴۰۰ نفر از افسران باید کشته شوند، تا مطمئن شود که کاردارگان و سپاهیان به او وفادار می‌مانند. شهربراز ارتشش را به شمال سوریه برد که در آنجا می‌توانست در یک لحظه تصمیم بگیرد که با خسرو پرویز باشد یا هراکلیوس. با بی‌طرفی شهربراز، هراکلیوس موفق شد دشمنش را از بهترین و کارآموخته‌ترین نیروهایش محروم کند و خودش هم سرگرم نیرومند کردن نیروهای خود شد تا به ایران بتازد.

## براندازی خسرو پرویز
در ۶۲۷، خسرو نامه‌ای به شهربراز فرستاد، که در آن گفته بود او باید نیروهایش را به تیسفون بفرستد. شهربراز از گردن‌نهادن سرپیچی کرد و به آشورستان رفت و در اردشیر خوره اردویی برپا نمود. خسرو سپس فرخزاد را برای رایزنی با او فرستاد. فرخزاد در نهان علیه خسرو با شهربراز همدست شد.
یک سال پس از آن، بزرگ‌مالکان ساسانی که از جنگ با بیزانس و سیاست‌های جانگداز خسرو خسته شده بودند، قباد، پسر خسرو، که توسط پدرش به زندان افکنده شده بود را آزاد کردند. خانواده‌های فئودالی عبارت بودند از، خود شهربراز، که نماینده خانواده مهران بود، خاندان اسپهبدان، که نمایندهٔ آن سپهبد فرخ‌هرمز و دو تا از پسرانش به نام‌های رستم فرخ‌زاد و فرخ‌زاد بودند. نماینده ارمنیان، ورازتیروتس باگراتونی و کنارنگ هم آخرین نماینده بود. در ماه فوریه، قباد به همراه اسپدگشنسپ، تیسفون را گرفت و خسرو پرویز را به زندان افکند. قباد دوم خود را در ۲۵ فوریه شاه ساسانی خواند و با کمک پیروز خسرو، همه برادران تنی و ناتنی خود را کشت، از جمله مردانشاه پسر عزیزکردهٔ خسرو پرویز و همسرش شیرین. سه روز پس از آن، به مهرهرمزد دستور داد تا پدرش را بکشد. با موافقت اشراف ایرانی، قباد با امپراتور روم، هراکلیوس صلح کرد و بدین سان همه سرزمین‌های تسخیر شده از بیزانس، دوباره به آن‌ها واگذار شد، اسیران جنگی آزاد شدند و تاوان جنگی هم پرداخت شد و چلیپای راستین و دیگر اشیاء مقدسی که در سال ۶۱۴ در اورشلیم به‌دست ساسانی‌ها افتاده بود به بیزانس بازگردانده شد.
اشراف‌زادگان تلخ‌کام ساسانی، به دنبال از دست دادن سرزمین‌هایی که برای پیمان صلح لازم بودند، شروع به ایجاد ایالت‌های جداسر در امپراتوری ساسانی کردند. این به پراکندگی نیرو و منابع کشور انجامید. افزون بر این، سدها و آبراهه‌ها هم متروکه شدند، و طاعونی مرگ‌بار در استان‌های غربی ایران گسترش پیدا کرد. نیمی از مردم کشور نابود شدند که شیرویه، شاه ایران هم یکی از آن‌ها بود. پس از شیرویه، اردشیر سوم ساسانی بر تخت نشست.

## غصب کردن تخت پادشاهی

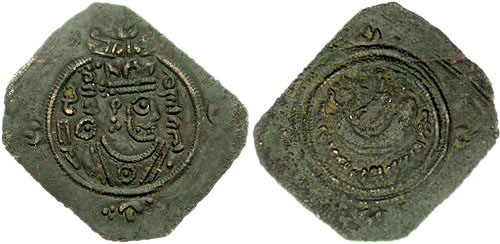
درخم شهربراز

پس از مرگ قباد دوم، هراکلیوس نامه‌ای برای شهربراز فرستاد که در آن گفته بود:
حال که شاه ایران مرده، تخت و پادشاهی برایت فراهم شده است. من آن را به تو و فرزندانت ارزانی می‌دارم. اگر ارتشی نیاز داری، هر اندازه که بخواهی برایت نیرو می‌فرستم.
شهربراز در ۲۷ آوریل ۶۲۹ (یا ۶۳۰)، تیسپون را با ۶٫۰۰۰ نیرو محاصره کرد. اما درگرفتن شهر ناتوان بود، پس با پیروز خسرو، فرمانده پارسی و وزیر سابق امپراتوری در دوره پادشاهی پدر اردشیر، قباد دوم، همدست شد. همچنین نامدارجشنس هم با او یار گشت؛ کسی که در سال ۶۲۶ به جانشینی شهربراز در نیمروز انتخاب شده بود. شهربراز همراه این دو چهرهٔ قدرتمند، تیسفون را تسخیر و اردشیر سوم و بسیاری از اشراف‌زادگان ساسانی را اعدام کرد، که از جمله این اشراف‌زادگان می‌توان به وزیر اردشیر، ماه‌آذر گشنسب اشاره نمود. سپس شهربراز شاه جدید امپراتوری ساسانی شد. کاردارگان که پس از غصب تخت شاهی مخالف شهربراز بود کشته شد.
هراکلیوس همچنین فرزند مسیحی شهربراز، نیکتاس ایرانی را جانشین شهربراز خطاب کرده بود. جانشینی یک ایرانیِ مسیحی بر تخت شاهی ساسانی، راه را برای مسیحی کردن ایران می‌گشود. پس از مدتی، شهربراز، شمتا فرزند یزدین، را در کلیسای مرقه مصلوب کرد. دلیل این اعدام این گونه گزارش شده که شمتا در زمان پادشاهی خسرو پرویز به شهربراز توهین کرده بوده است. چهل روز بعد، در مراسمی، شخصی به نام فرخ هرمزد، با پرتاب یک نیزه به سوی شهربراز، او را کشت. فرخ هرمزد سپس به بوران‌دخت، دختر خسرو پرویز، کمک کرد تا به پادشاهی برسد.

## تأثیرات
شهربراز نقش بسیار برجسته‌ای در آخرین جنگ ایران و روم شرقی و رویدادهایی که پس از جنگ رخ دادند، بازی کرد. نتیجهٔ شورش او در برابر خسرو پرویز، پیروزی شکست‌آمیز بیزانس در برابر شاهنشاهی ساسانی بود و باعث شد شاهنشاهی ساسانی، درگیر جنگ داخلی شود. پس از مرگ شهربراز، فرزندش شاپور، بوران‌دخت را از پادشاهی برکنار کرد و خود را شاه امپراتوری ساسانی خواند. پادشاهی شاپور هم خیلی نپایید و خیلی زود اشراف‌زادگان ساسانی او را برکنار کردند. در همان دوره، نیکتاس ایرانی، فرزند شهربراز، به خدمت نظام بیزانسی وارد شد و بعدها در نبرد یرموک از رشته‌جنگ‌های بیزانس و اعراب، از سرداران بیزانسی بود.